# Bernd Look
Bernd Look es un deportista de la RDA que compitió en judo. Ganó una medalla de bronce en el Campeonato Mundial de Judo de 1973, y una medalla de bronce en el Campeonato Europeo de Judo de 1973.

## Palmarés internacional
| Campeonato Mundial | Campeonato Mundial | Campeonato Mundial | Campeonato Mundial |
| Año                | Lugar              | Medalla            | Categoría          |
| ------------------ | ------------------ | ------------------ | ------------------ |
| 1973               | Lausana (Suiza)    | Medalla de bronce  | –80 kg             |
| Campeonato Europeo |                    |                    |                    |
| Año                | Lugar              | Medalla            | Categoría          |
| 1973               | Madrid (España)    | Medalla de bronce  | –80 kg             |